# Letz (Weitnau)
Letz (mundartlich: Lets, Letsǝ) ist ein Gemeindeteil der Marktgemeinde Weitnau im bayerisch-schwäbischen Landkreis Oberallgäu.

## Geographie
Der Weiler liegt circa 2,5 Kilometer nördlich des Hauptorts Weitnau. Nördlich der Ortschaft fließt die Wengener Argen.

## Ortsname
Der der Ortsname stammt vom Familiennamen Letz oder vom neuhochdeutschen Wort Letze für äußerste Verteidigungslinie einer Stadt, eines Schlosses oder eines Gebiets; Schutzwehr zur Abhaltung eines Feindes; Landwehr.

## Geschichte
Nördlich der heutigen Ortschaft verlief die Römerstraße Kempten–Bregenz. Letz wurde erstmals urkundlich im Jahr 1875 erwähnt. Der Ort gehörte bis 1972 der Gemeinde Wengen an, die durch die bayerische Gebietsreform in der Gemeinde Weitnau aufging.